# Leucadendron ericifolium
Leucadendron ericifolium är en tvåhjärtbladig växtart som beskrevs av Robert Brown. Leucadendron ericifolium ingår i släktet Leucadendron och familjen Proteaceae. Inga underarter finns listade i Catalogue of Life.